# Campionati europei Under-17 di hockey su pista
I Campionati europei Under-17 di hockey su pista (ingl. European U-17 Roller Hockey Championship) sono la massima competizione europea di hockey su pista per squadre nazionali maschili Under-17 e sono organizzati dal World Skate Europe Rink Hockey, che è il comitato continentale deputato a gestire tale disciplina.
Furono istituiti nel 1982 (l'edizione del 1981 non è ufficiale) anno in cui vide la sua prima edizione con l'Italia come vincitrice. Il vincitore del torneo si fregia del titolo di campione d'Europa Under-20 per l'anno successivo alla vittoria.
Si sono tenute trentanove edizioni del torneo; campione in carica è la Spagna, che ha vinto l'edizione più recente, quella del 2021. La Spagna è anche la nazionale più titolata con venti titoli, a seguire vi è il Portogallo con tredici successi ed infine l'Italia con sei successi.

## Albo d'oro
| Anno          | Ospitante            | Finale primo posto | Finale primo posto | Finale primo posto | Finale terzo posto | Finale terzo posto | Finale terzo posto | Numero di squadre |
| Anno          | Ospitante            | Vincitore          | Risultato          | 2º posto           | 3º posto           | Risultato          | 4º posto           | Numero di squadre |
| ------------- | -------------------- | ------------------ | ------------------ | ------------------ | ------------------ | ------------------ | ------------------ | ----------------- |
| 1981 Dettagli | L'Aia                | Portogallo         | Girone unico       | Italia             | Spagna             | Girone unico       | Germania Ovest     | 8                 |
| 1982 Dettagli | Zaandam              | Italia             | Girone unico       | Portogallo         | Germania Ovest     | Girone unico       | Paesi Bassi        | 8                 |
| 1983 Dettagli | Cascais              | Italia             | Girone unico       | Spagna             | Portogallo         | Girone unico       | Francia            | 6                 |
| 1984 Dettagli | Viareggio            | Italia             | Girone unico       | Spagna             | Germania Ovest     | Girone unico       | Paesi Bassi        | 7                 |
| 1985 Dettagli | Palma di Maiorca     | Portogallo         | Girone unico       | Italia             | Spagna             | Girone unico       | Svizzera           | 8                 |
| 1986 Dettagli | Oliveira de Azeméis  | Portogallo         | Girone unico       | Italia             | Spagna             | Girone unico       | Svizzera           | 7                 |
| 1987 Dettagli | Vercelli             | Portogallo         | Girone unico       | Spagna             | Italia             | Girone unico       | Svizzera           | 8                 |
| 1988 Dettagli | Villeneuve           | Italia             | Girone unico       | Portogallo         | Spagna             | Girone unico       | Svizzera           | 8                 |
| 1989 Dettagli | Anadia               | Portogallo         | Girone unico       | Italia             | Spagna             | Girone unico       | Francia            | 6                 |
| 1990 Dettagli | Andorra la Vella     | Spagna             | Girone unico       | Portogallo         | Italia             | Girone unico       | Francia            | 10                |
| 1991 Dettagli | Düsseldorf           | Spagna             | Girone unico       | Portogallo         | Italia             | Girone unico       | Francia            | 10                |
| 1992 Dettagli | Viareggio            | Italia             | Girone unico       | Portogallo         | Spagna             | Girone unico       | Svizzera           | 7                 |
| 1993 Dettagli | La Roche-sur-Yon     | Spagna             | Girone unico       | Portogallo         | Italia             | Girone unico       | Francia            | 11                |
| 1994 Dettagli | Montreux             | Spagna             | Girone unico       | Italia             | Portogallo         | Girone unico       | Francia            | 12                |
| 1995 Dettagli | Igualada             | Spagna             | Girone unico       | Portogallo         | Francia            | Girone unico       | Svizzera           | 9                 |
| 1996 Dettagli | Oliveira de Azeméis  | Spagna             | Girone unico       | Portogallo         | Svizzera           | Girone unico       | Francia            | 9                 |
| 1997 Dettagli | Barnsley             | Spagna             | Girone unico       | Portogallo         | Italia             | Girone unico       | Inghilterra        | 9                 |
| 1998 Dettagli | La Roche-sur-Yon     | Portogallo         | 4 - 2              | Spagna             | Italia             | 6 - 3              | Francia            | 9                 |
| 1999 Dettagli | Vasto                | Portogallo         | 3 - 2              | Spagna             | Svizzera           | 4 - 0              | Italia             | 9                 |
| 2000 Dettagli | Duisburg             | Portogallo         | Girone unico       | Spagna             | Italia             | Girone unico       | Svizzera           | 7                 |
| 2001 Dettagli | Alcobaça             | Spagna             | 1 - 0              | Portogallo         | Italia             | 6 - 1              | Svizzera           | 9                 |
| 2002 Dettagli | Saint-Omer           | Spagna             | 2 - 1              | Portogallo         | Francia            | 0 - 0              | Germania           | 9                 |
| 2003 Dettagli | Wimmis               | Spagna             | 3 - 1              | Portogallo         | Svizzera           | 3 - 2              | Italia             | 8                 |
| 2004 Dettagli | Viareggio            | Spagna             | Girone unico       | Portogallo         | Italia             | Girone unico       | Francia            | 7                 |
| 2005 Dettagli | Quimper              | Portogallo         | Girone unico       | Spagna             | Francia            | Girone unico       | Italia             | 7                 |
| 2006 Dettagli | Sesimbra             | Spagna             | 1 - 0              | Portogallo         | Francia            | 4 - 4              | Germania           | 8                 |
| 2007 Dettagli | Nantes               | Spagna             | 1 - 0              | Portogallo         | Francia            | 1 - 0              | Germania           | 9                 |
| 2008 Dettagli | Bassano del Grappa   | Portogallo         | 3 - 2              | Italia             | Spagna             | 4 - 1              | Francia            | 9                 |
| 2009 Dettagli | Dinan                | Portogallo         | 4 - 1              | Spagna             | Francia            | 5 - 2              | Italia             | 8                 |
| 2010 Dettagli | Northampton          | Spagna             | 5 - 2              | Portogallo         | Inghilterra        | 2 - 0              | Italia             | 9                 |
| 2011 Dettagli | Ginevra              | Spagna             | 6 - 3              | Portogallo         | Italia             | 8 - 3              | Germania           | 8                 |
| 2012 Dettagli | Ploufragan           | Spagna             | 3 - 2              | Francia            | Portogallo         | 4 - 1              | Italia             | 8                 |
| 2013 Dettagli | Alcobendas           | Portogallo         | 6 - 3              | Francia            | Spagna             | 5 - 1              | Italia             | 10                |
| 2014 Dettagli | Gujan-Mestras        | Italia             | 1 - 0              | Spagna             | Portogallo         | 2 - 0              | Francia            | 10                |
| 2015 Dettagli | Luso                 | Portogallo         | Girone unico       | Spagna             | Francia            | Girone unico       | Italia             | 9                 |
| 2016 Dettagli | Mieres               | Spagna             | 5 - 4              | Portogallo         | Francia            | 4 - 1              | Germania           | 10                |
| 2017 Dettagli | Fanano               | Portogallo         | 0 - 0              | Spagna             | Italia             | 5 - 3              | Francia            | 10                |
| 2018 Dettagli | Correggio            | Spagna             | Girone unico       | Portogallo         | Francia            | Girone unico       | Italia             | 9                 |
| 2019 Dettagli | Torres Vedras        | Spagna             | Girone unico       | Portogallo         | Italia             | Girone unico       | Svizzera           | 9                 |
| 2021 Dettagli | Paredes              | Spagna             | Girone unico       | Portogallo         | Italia             | Girone unico       | Francia            | 6                 |
| 2022 Dettagli | Sant Sadurní d'Anoia | Spagna             | 7 - 6              | Portogallo         | Italia             | 2 - 0              | Francia            | 8                 |
| 2023 Dettagli | Correggio            | Spagna             | 7 - 4              | Portogallo         | Italia             | 3 - 2              | Francia            | 8                 |
| 2024 Dettagli | Olot                 | Portogallo         | 5 - 2              | Spagna             | Italia             | 3 - 2              | Francia            | 8                 |

### Riepilogo vittorie per nazionale
| Numero | Nazionale  | Anni |
| ------ | ---------- | --- |
| 22     | Spagna     | 1990, 1991, 1993, 1994, 1995, 1996, 1997, 2001, 2002, 2003, 2004, 2006, 2007, 2010, 2011, 2012, 2016, 2018, 2019, 2021, 2022, 2023 |
| 14     | Portogallo | 1985, 1986, 1987, 1989, 1998, 1999, 2000, 2005, 2008, 2009, 2013, 2015, 2017, 2024                                                 |
| 6      | Italia     | 1982, 1983, 1984, 1988, 1992, 2014                                                                                                 |

### Medagliere
| Squadra     | 1º | 2º | 3º | Tot |
| ----------- | -- | -- | -- | --- |
| Spagna      | 22 | 12 | 7  | 41  |
| Portogallo  | 14 | 23 | 4  | 41  |
| Italia      | 6  | 5  | 16 | 27  |
| Francia     | 0  | 2  | 9  | 11  |
| Svizzera    | 0  | 0  | 3  | 3   |
| Germania    | 0  | 0  | 2  | 2   |
| Inghilterra | 0  | 0  | 1  | 1   |